# Tomáš Plekanec
Tomáš Plekanec (ur. 31 października 1982 w Kladnie) – czeski hokeista, reprezentant Czech, dwukrotny olimpijczyk.

## Kariera
- HC Kladno U18 (1996-1998)
- HC Kladno U20 (1998-2000)
- HC Kladno (1999-2002)
  -  HK Slany (2000)
  -  HK Kralupy nad Vltavou (2000)
  -  BK Mladá Boleslav (2001)
- Hamilton Bulldogs (2002-2005)
- Montreal Canadiens (2003, 2004, 2005-2018)
  -  HC Kladno (2012-2013)
- Toronto Maple Leafs (2018)
- Montreal Canadiens (2018)
- HC Kladno (2018-2019)
- HC Kometa Brno (2018/2019, 2019-2020)
- HC Kladno (2020-)

Wychowanek HC Kladno. Od 2002 roku zawodnik Montreal Canadiens, początkowy przekazany do klubu filialnego Hamilton Bulldogs. W czerwcu 2010 przedłużył kontrakt z klubem o sześć lat. Od września 2012 do stycznia 2013 roku na okres lokautu w sezonie NHL (2012/2013) związał się z macierzystym HC Kladno (wraz z nim inni wychowankowie klubu, Jaromír Jágr i Jiří Tlustý). W październiku 2015 przedłużył kontrakt z Canadiens o dwa lata. W lutym 2018 został zawodnikiem Toronto Maple Leafs. Od lipca 2018 ponownie zawodnik Montreal Canadiens. Rozegrawszy trzy mecze w sezonie NHL (2018/2019) odszedł z klubu, kończąc tym samym występy w NHL. Pod koniec listopada 2018 został graczem macierzystego Kladna, z którym awansował do ekstraligi. W trakcie sezonu 2018/2019 był równolegle wypożyczony do Komety Brno, a w lipcu 2019 podpisał roczny kontrakt z tym klubem. W sierpniu 2020 odszedł z klubu. We wrześniu 2020 ponownie został graczem klubu z Kladna.
Uczestniczył w turniejach mistrzostw świata w 2006, 2007, 2008, 2009, 2011, 2012, 2013 (jeden mecz w ćwierćfinale), 2015, 2016, 2016 (kapitan zespołu), 2017, 2018, zimowych igrzysk olimpijskich 2010, 2014, Pucharu Świata 2016.
W trakcie kariery określany pseudonimem Pleky. Uprawia także hokej na rolkach i został reprezentantem Czech w tej dyscyplinie.

## Życie prywatne
Jego żoną jest aktorka i piosenkarka, Lucie Vondráčková (ślub odbył się 17 czerwca 2011 roku w kaplicy św. Klary na terenie Pałacu Trojskiego w dzielnicy Pragi, Troi). 4 grudnia 2011 roku urodził im się syn Matyáš.

## Sukcesy

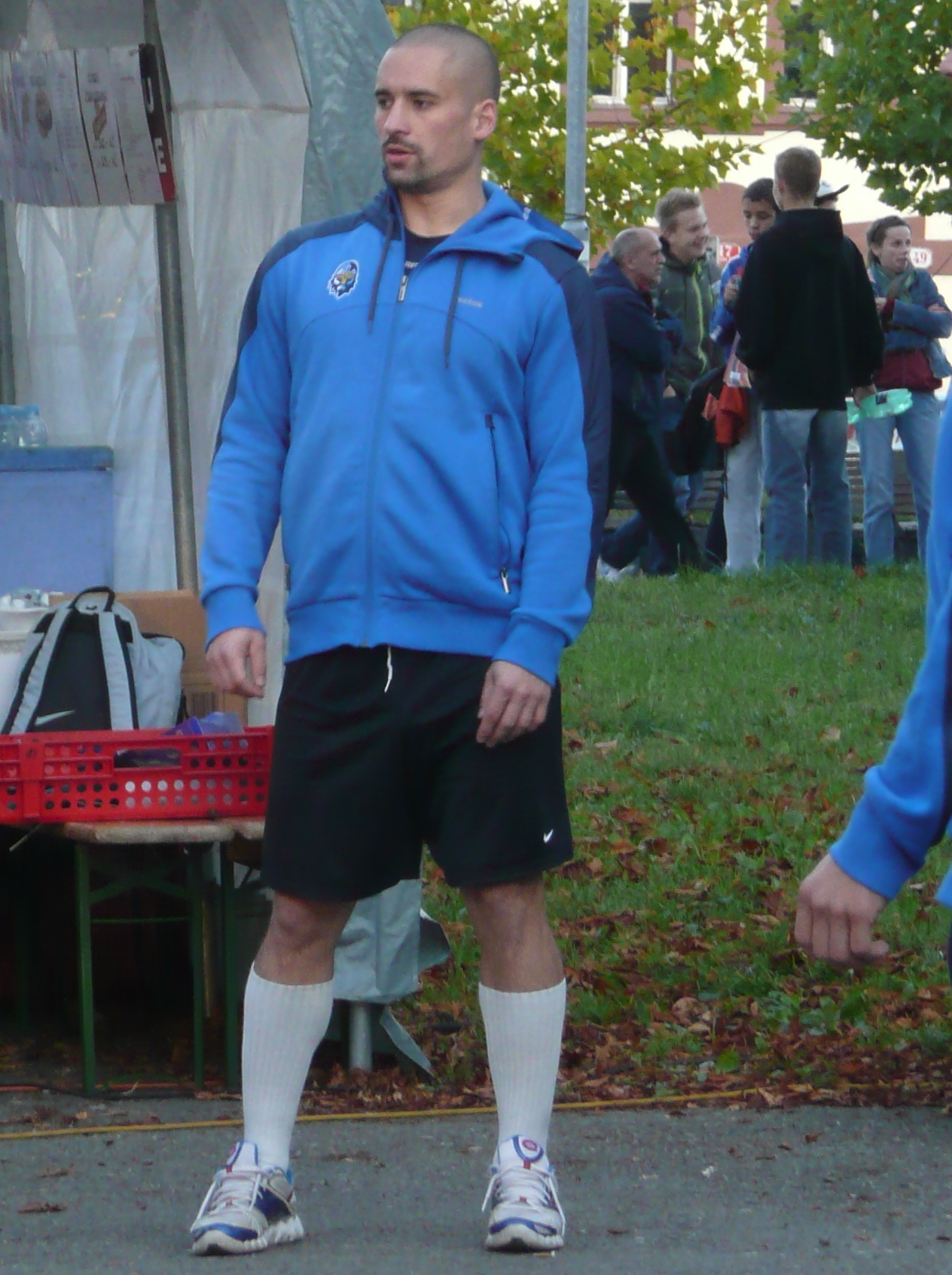
Tomáš Plekanec podczas rozgrzewki przedmeczowej w barwach HC Kladno (2012)

Reprezentacyjne
- Złoty medal mistrzostw świata juniorów do lat 20: 2001
- Srebrny medal mistrzostw świata: 2006
- Brązowy medal mistrzostw świata: 2011, 2012

Klubowe
- Mistrzostwo dywizji AHL: 2003, 2004 z Hamilton Bulldogs
- Mistrzostwo konferencji AHL: 2003 z Hamilton Bulldogs
- Mistrzostwo dywizji NHL: 2008: z Montreal Canadiens

Indywidualne
- Ekstraliga czeska w hokeju na lodzie 2000/2001:
  - Pierwsze miejsce w klasyfikacji kanadyjskiej wśród zawodników juniorskich: 18 punktów
  - Najlepszy pierwszoroczniak sezonu
- Mistrzostwa Świata w Hokeju na Lodzie 2011/Elita:
  - Trzecie miejsce w klasyfikacji strzelców: 8 goli
  - Trzecie miejsce w punktacji kanadyjskiej: 10 punktów
  - Jeden z trzech najlepszych zawodników reprezentacji
- Kajotbet Hockey Games 2012:
  - Najlepszy napastnik turnieju
- Mistrzostwa Świata w Hokeju na Lodzie 2012/Elita:
  - Jeden z trzech najlepszych zawodników reprezentacji
- Mistrzostwa Świata w Hokeju na Lodzie 2015/Elita:
  - Pierwsze miejsce w klasyfikacji skuteczności wygrywanych wznowień: 68,00%[14]
- Mistrzostwa Świata w Hokeju na Lodzie 2016/Elita:
  - Jeden z trzech najlepszych zawodników reprezentacji w turnieju[15]